# Kerk van Onze-Lieve-Vrouw van Maria Saal
De Kerk van Onze Lieve Vrouwe van Maria Saal is een gotische kapittelkerk en oud bedevaartsoord in Maria Saal, Karinthië. De dom ligt in Maria Saal (Sloveens: Gospa Sveta) op het Zollfeld (Gosposvetsko polje) en nabij Karnburg (Krnski grad). In de Romeinse tijd lag in de nabijheid het antieke Virunum, bestuurscentrum van Noricum.
Na de volksverhuizingen werd het antieke christendom tijdelijk verdrongen. Nadat het Slavische Karantanië, ontstaan op het oude grondgebied van Noricum, onderworpen werd door de Karolingers, volgde een tweede kerstening in de 8e eeuw. De heilige Modestus bouwde tijdens zijn missionering onder de Slaven de aan Maria gewijde kerk in Maria Saal. Modestus († ca. 763-773) ligt er begraven en wordt er sindsdien tezamen met Onze Lieve Vrouwe van Maria Saal vereerd. Bedevaartgangers komen voornamelijk uit Karinthië en Slovenië.
Tussen 976 en (ten minste) 1335 bestond het inhuldigingsritueel van de vorsten van Karinthië (naast de zetelinname op de nabijgelegen vorstensteen) uit o.a. een wijding in de Kerk van Onze-Lieve-Vrouw van Maria Saal.